# Войны трёх королевств
Войны трёх королевств — серия взаимосвязанных конфликтов в Англии, Шотландии и Ирландии в период с 1639 по 1651 годы, когда эти страны считались отдельными королевствами под личной унией Карла I. Часто в это понятие включают восстания и конфликты 1650-х годов вплоть до Реставрации 1660 года Конфликты были вызваны как религиозными (может ли монарх устанавливать религию или это личное дело каждого), так и гражданскими (соотношение прав Парламента и короля в части установления налогов и набора войск) разногласиями, но в то же время имели и национальную специфику.
Данный термин охватывает Епископские войны 1639 и 1640 годов, Гражданскую войну в Шотландии 1644—1645 годов, Ирландское восстание (1641), Конфедеративную Ирландию 1642—1649 годов, Завоевание Кромвелем Ирландии в 1649 г., а также Первую (1642–1646), Вторую (1648–1649) и Третью (1649–1651) гражданские войны в Англии. Хотя часто все эти события включаются в общее понятие «Английская революция», современные историки всё чаще используют термин «Войны трёх королевств» для подчёркивания того, что речь идёт о различных исторических событиях, происходивших в трёх различных государствах, хотя и связанных личной унией.